# Bradley's
Bradley's est un minuscule et très réputé club de jazz de Greenwich Village à New York, ouvert en 1969 et définitivement fermé en octobre 1996.

## Histoire
Le Bradley's commence son histoire comme un petit bar de quartier au 70 University Place et 11e rue à Greenwich Village, ouvert en 1969 par son propriétaire Bradley Cunningham. 
Équipé de 15 tables et 20 tabourets de bar, il devient rapidement un lieu de rencontre pour les musiciens de jazz des clubs alentour, qui commencent à y jouer en jam sessions. De jeunes joueurs y côtoient leurs maîtres, ils y trouvent une sorte de salon intime dans lequel ils jouent souvent pour eux-mêmes.
Selon le pianiste James Williams, « nous avions l'impression que c'était notre territoire, un des derniers grands lieux spirituels pour le jazz »
En 1975, Bradley Cunningham épouse Wendy, qu'il vient d'embaucher comme serveuse. C'est elle qui va bâtir la réputation du club, un lieu incontournable pour les grands pianistes de jazz : Tommy Flanagan, John Hicks, Kirk Lightsey, Hank Jones, Jimmy Rowles, Larry Willis, Chris Anderson, George Cables, et Kenny Barron y laisseront leur empreinte.
Wendy Cunningham reprend seule la direction du club à la mort de Bradley le 25 novembre 1988. Elle y invite de plus jeunes musiciens. Viennent y jouer Roy Hargrove, Jacky Terrasson, Stephen Scott, Cyrus Chestnut (en), Leon Parker, Bruce Barth (en), et de nombreux autres jeunes joueurs. La convivialité du bar est appréciée des musiciens et du public.
Après une dizaine d'années de difficultés financières bien que le club ne désemplisse pas, un incendie détruit la cuisine du club en 1995. Le montant des réparations s'élève à 400 000 dollars, que les banques ne lui prêteront pas. Sans offre de reprise, le club est vendu en 1996 et devient un bar. 
Le dernier set au Bradley's fut joué par le pianiste Stephen Scott, accompagné de Joe Locke (vib), Ed Howard (b), et Victor Lewis (d), le 17 octobre 1996, la veille de la fermeture.

## Enregistrements au Bradley's
- 2007 : Jimmy Raney At Bradley's 1974, enregistré les 17 et 18 décembre 1974 (Gambit)
- 2004 : Kirk Lightsey, The Nights of Bradley's, enregistré les 14 et 16 janvier 1985 (Sunnyside)
- 1993 : Charles Fambrough (en), Blues at Bradley's, enregistré les 25 et 26 février 1993 (Castle)
- 1994 : Kevin Eubanks Live At Bradley's, enregistré le 21 mai 1994 (Blue Note)
- 2000 : Chris Anderson, Live at Bradley's, enregistré en mai 1994 (Alsut Records)
- 2001 : Kenny Barron Trio, Live at Bradley's, enregistré les 3 et 4 avril 1996 (Verve)
- 2005 : Kenny Barron Trio, Live at Bradley's II: The Perfect Set, enregistré le 6 avril 1996 (Universal)
- 1998 : Victor Jones C.A.F.E. Trio: Live at Bradley's in New York City, enregistré le 19 mai 1996 (One Voice)